# Guido Gassner
Guido Andreas Gassner (* 1. Dezember 1859 in Bludenz; † 7. Oktober 1933 ebenda) war ein österreichischer Politiker und Bierbrauer. Er war von 1918 bis 1919 Abgeordneter zum Vorarlberger Landtag.

## Ausbildung und Beruf
Guido Gassner besuchte zunächst die Realschule in Innsbruck und absolvierte danach seinen Militärdienst als Einjährig-Freiwilliger bei der Artillerie in Graz. Er besuchte die Brauereischule zu Weihenstephan und absolvierte in der Folge Praxisjahre in großen Bierbrauereien in Deutschland, Belgien und Frankreich. Ab 1885 war er in der Bierbrauerei Fohrenburg der Firma Ferdinand Gassner und Comp. beschäftigt, 1888 stieg er zum Teilhaber dieser Firma auf. 1897 schied er aus der Firma Getzner, Mutter und Cie aus und widmete sich ausschließlich seiner Tätigkeit als Prokurist der Brauerei Fohrenburg, wo er ab 1926 Seniorchef war.

## Politik und Funktionen
Gassner war Mitglied der Deutschfreisinnigen Partei und gehörte später der Großdeutschen Partei an. Er war Mitglied des Fortschrittvereins bzw. des Deutsch-Freiheitlichen Vereins in Bludenz und wirkte dort als Obmann. Zudem war er Vorstand des Bludenzer Orchesters und Mitbegründer des Wintersportvereins Bludenz. Der Sektion Bludenz des Alpenvereins stand er von 1985 bis 1886 als Obmann vor. Gassner war ein Freund und Förderer nationaler Vereine, zu denen der Liederkranz, der Völkische Turnverein, der Verein Südmark und der Deutsche Schulverein gehörten. Des Weiteren engagierte er sich für die Schützengilde, sowie den Trachten-, Tierschutz- und Museumsverein.
Gassner vertrat die Deutschfreisinnige Partei vom 3. November 1918 bis zum 16. Juni 1919 in der Provisorischen Vorarlberger Landesversammlung und war zudem während dieser Zeit Ersatzmitglied der Landesregierung für Landesrat Franz Natter.

## Auszeichnungen
- Ehrenmitglied des Deutsch-Freiheitlichen Vereins
- Ehrenmitglied des Alpenvereins, Sektion Bludenz
- Goldenes Edelweiß des Alpenvereins für 50-jährige Mitgliedschaft (1930)

## Privates
Guido Gassner war der Sohn des Bludenzer Fabrikanten Johannes Gassner (1821–1888) und dessen in Verona geborenen Gattin Domenika Epple (1827–1882).